# 唐・新羅戦争
唐・新羅戦争（とう・しらぎせんそう）は、670年から676年に行われた唐と新羅の戦争である。『韓国ブリタニカ百科事典』『韓国民族文化大百科事典』『斗山世界大百科事典』は、「羅唐戦争」と呼ぶ。

## 戦況
唐と新羅は、同盟を結び、660年に百済を、668年に高句麗を滅ぼした。しかし、唐は、百済の地に熊津都督府を、高句麗の地には安東都護府を設け、さらに新羅も鶏林州都督府として、新羅の文武王自身も鶏林州大都督とし、朝鮮半島全体を支配しようとした。このため唐と新羅は対立するようになった。文武王は、高句麗遺民の高句麗復興運動を支援した。670年3月、高句麗遺民軍と新羅軍が鴨緑江を渡り唐軍を攻撃し、戦争が始まった。また、新羅は高句麗の安勝を高句麗王にした。
新羅は、百済地域の唐軍も攻撃し82個城を奪い、671年には泗沘城を陥落させ、所夫里州を設置して、百済地域を占領した。671年10月、百済に向かっていた薛仁貴が率いる唐の水軍が、黄海で新羅の水軍に敗れた。
一方672年7月、唐軍と靺鞨軍が平壌を占領し、8月には韓始城と馬邑城も占領した。高句麗復興軍と新羅軍は、672年12月に白氷山で唐軍に敗れた。673年には瓠瀘河でも唐軍に敗れ、高句麗復興運動は衰えた。新羅は674年に安勝を百済地域に設けた報徳国の王とした。
674年1月、唐の高宗は文武王の冊封を取り消し、代わりに文武王の弟の金仁問を新羅王に冊封した。文武王は、675年2月に謝罪使を派遣し、元の状態に戻った。
675年9月に新羅軍は、泉城で唐の薛仁貴の軍を破り、買肖城戦闘でも李謹行の軍を破った。さらに、676年11月、新羅の水軍が錦江河口の伎伐浦海戦で薛仁貴の水軍を破る。唐は、熊津都督府と安東都護府を遼東に移し、朝鮮半島から撤退した。この結果、新羅が勝利するようになり、朝鮮半島の三国統一をした。